# Thiệu Tiến
Thiệu Tiến là một xã thuộc huyện Thiệu Hóa, tỉnh Thanh Hóa, Việt Nam.

## Địa lý
Xã Thiệu Tiến nằm ở phía bắc huyện Thiệu Hóa, thuộc tả ngạn sông Chu, có vị trí địa lý:
- Phía đông giáp xã Thiệu Công và xã Thiệu Phúc
- Phía tây giáp xã Thiệu Vũ
- Phía nam giáp thị trấn Hậu Hiền và xã Thiệu Phúc
- Phía bắc giáp xã Thiệu Vũ, Thiệu Thành và Thiệu Công.

Xã Thiệu Tiến có diện tích 4,64 km², dân số năm 2022 là 6.614 người, mật độ dân số đạt 1.425 người/km².

## Hành chính
Xã Thiếu Tiến được chia thành 5 thôn: Phúc Lộc 1, Phúc Lộc 2, Quang Trung 1, Quang Trung 2, Quang Trung 3.

## Lịch sử
Vùng đất thuộc xã Thiệu Tiến ngày nay, vào đầu thế kỉ 19 là các thôn thuộc tổng Phù Chẩn, huyện Thụy Nguyên, phủ Thiệu Thiên: Phúc Lộc (tên nôm là làng Chuộc, đầu thế kỉ 19 là thôn Phú Lộc), Làng Là (đầu thế kỉ 19 là thôn Quan Cai, sau đổi thành Quan Trung).
Cuối năm 1945, huyện Thụy Nguyên đổi thành huyện Thiệu Hóa.
Sau năm 1945, các thôn nêu trên thuộc xã Thành Tiến, huyện Thiệu Hóa. Năm 1947, xã Thành Tiến sáp nhập vào xã Thành Công. Năm 1953, thành lập xã Thiệu Tiến.
Năm 1977, xã Thiệu Tiến cùng với các xã phía bắc sông Chu của huyện Thiệu Hóa sáp nhập với huyện Yên Định thành huyện Thiệu Yên.
Năm 1996, xã Thiệu Tiến thuộc huyện Thiệu Hóa mới tái lập.